# Radiološka dijagnostika urogenitalnog sistema
Radiološka dijagnostika urogenitalnog sistema je skup dijagnostičkih metoda za dokazivanje anatomsko-morfoloških promena i otkrivanje, lokalizaciju,  karakterizaciju patološkog procesa. Ovom metodom moguće je i određivanje proširenosti bolesti (stadijumi),  planiranje dijagnostike i lečenja (biopsije, zračenja, izbora protokola lečenja), a kod pojedinih bolesti i praćenje toka i otkrivanje eventualnog povratka (recidiva) bolesti. Tehnologija kojom se danas izvode radiološki pregledi urogenitalnog sistema  uz primenu brojnih softverskih mogućnosti, omogućuju različite prikaze anatomskih detalja i njihovih patoloških promena, Radiološki pregledi se sve više individualiziraju za pojedinog bolesnika, a da bi to bilo moguće, potrebna je dobra saradnja radiologa i urologa sa ostalim lekarima ordinarijusima i prikupljanje validnih anamnestičkih i ostalih podataka o ranijim bolestima i ranije obavljenim dijagnostičkim postupcima. Važno je naglasiti da se za svakog bolesnika prema uputnoj dijagnozi planira izvođenje pregleda, protokol snimanja i davanje kontrasta, naročito kod CT i MR pregleda. Za dobar i ciljan odabir pregleda važni su i klinički i laboratorijski podaci, a njihov nedostatak može dovesti do pogrešnih dijagnostičkih zaključaka.

## Opšta razmatranja
Zbog naglog razvoja tehnoloških mogućnosti radiologija je danas omogućila lekarima izbor prave i za bolesniku najkorisnije dijagnostičke metode. Svaka od metoda radiološke dijagnostike ima svoje mogućnosti i ograničenja i zato ih treba dobro poznavati, jer u oblasti ove dijagnostike postoje i uređaji različitog kvaliteta unutar iste grupe poput CT-a ili MR-a, s različitim mogućnostima primene. Stoga je nužna sve bolja saradnja lekara-ordinarijusa koji predlaže pregled i radiologa dijagnostičara koji taj pregled primenjuje i interpretira. Ako takva saradnja izostane, mogu biti primenjene pogrešne ili suvišne metode, na pogrešan način, izgubljeno vreme i novac, a bolesnik izmoren brojnim dijagnostičkim postupcima.
Konvencionalne radiografske metode (nativna snimka urotrakta, ekskrecijska urografija) zbog slabije osjetljivosti i specifičnosti danas se manje koriste, ali zbog niže doze zračenja u odnosu na CT tomografiju i dalje se koriste u obradi bolesnika sa sumnjom na kamen u mokraćnom sistemu ili kod anomalija urogenitalnog sistema. Invazivna angiografija, kao i antegradna i retrogradna urografija danas se najviše koriste u interventnoj-terapijskoj radiologiji.
Kod konvencionalnih radioloških pregleda postoje standardi izvođenja pregleda. Nasuprot tome, CT i MR uređaji  znatno se razlikuju po tipu, konfiguraciji, hardverskim karakteristikama i ugrađenim softverskim paketima. Razlikuju se i mogućnosti izvođenja pojedinih radioloških pregleda, a kako ne postoje jasni standardi snimanja, u dijagnostici se primenjuju i različiti protokoli izvođenja, koji se stalno unapređuju.

## Slikovne metode
Slikovne metode (ultrazvuk, kompjutorizirana tomografija i magnetna rezonancija), poznatije i kao imidžing metode, zauzimaju glavno mesto u radiološkoj obradi bolesnika s bolestima urogenitalnog sistema i nadbubrežnih žlezda.

### Ultrsonografski pregled
Ultrasonografski ili ultrazvučni pregled (skraćeno UZ) prvi je pregled koji se danas masovno primenjuje kod sumnje na bolesti mokraćnog sistema.  Ultrasonografija je neinvazivna dijagnostička metoda, zasnovana na primeni ultrazvučnih talasa. Ultrazvučni talasi su talasi frekvencije iznad frekvencije čujnosti ljudskog uva. U medicinskoj dijagnostici urogenitalnog sistema koristi se ultrazvuk frekvencije između 3,5 i 5 MHz. 
U telu se ultrazvuk prvenstveno širi longitudinalnim talasima, kod kojih čestice tkiva titraju uzduž smera širenjem talasa. U današnjim medicinskim ultrazvučnim uređajima upotrebljavaju se informacije o vremenu i smeru povratka ultrazvuka i amplitudi reflektovanog ultrazvuka od tkiva i organa. Ostali podaci, poput faze i ugla rasejanja za sada se ne upotrebljavaju, mada su u svetu u toku istraživanja mogućnosti da se i ta svojstva ultrazvuka upotrebe za diferencijaciju tkiva. 
Prednosti
- Velike dijagnostičke vrednost u gotovo svim urološkim područjima,
- Neinvazivnog karakter, ne koristi jonizirajuće zračenje
- Relativno niske cene.

Mogućnosti ultrasonografije
- Standardna ultrazvučna obrada urogenitalnog sistema je B-prikaz konveksnom sondom niske frekvencije (3,5 – 5 MHz).
- Endokavitarnim (transrektalnim i transvaginalnim) sondama visoke frekvencije moguće je detaljnije prikazati zidove mokraćne bešike, kod muškaraca prostatu i proksimalni deo uretre (transrektalnom sondom), a kod žena maternicu sa adneksima (transvaginalnom sondom).
- Penilna uretra može se prikazati linearnim sondama visoke frekvencije.
- Kod dece se mogu primeniti sonde viših frekvencija za prikaz bubrega i mokraćne bešike.
- Transabdominalni pregled ultrazvukom omogućava pouzdanu procenu oblika, položaja i dimenzija bubrega, procenu debljine i ehogenosti parenhima i procenu postojanja dilatacije kaliksa i pijelona, ali ne i uretera. Takođe  omogućava analizu zida i lumena pune mokraćne bešike a delimično i karličnih organa i retroperitonealnih limfnih čvorova.
- Mnogi mali tumori bubrega mogu se otkriti slučajno pri ultrazvučnim pregledima drugih trbušnih organa, jer metoda omogućava vrlo pouzdan prikaz solidnih tumora, a doplerom se prikazuje i vaskularizacija u tumoru.
- Brzina i doplerski spektri protoka u bubrežnim arterijama analiziraju se dopler ultrasonografijom, i imaju veliku primenu kod bolesnika sa sumnjom na renovaskularnu hipertenziju, i procenu prohodnosti renalnih vena i donje šuplje vene kod bolesnika sa malignim tumorom bubrega.
- Intravenska primena ultrazvučnih kontrastnih sredstava zasniva se na mikromehurićima gasa koji omogućuju analizu perfuzije bubrega i ekspanzivnih struktura bubrega, a intravezikalna primena ultrazvučnih kontrastnih sredstava može prikazati i odrediti stepen vezikoureteralnog refluksa, što je primenjivo pri kontrolama.
- Pod kontrolom ultrazvuka izvode se biopsije bubrega, postavljaju  nefrostome, obavljaju sklerozacije cista, drenaže apscesa te perkutana radiofrekvencijska ablacija malih parenhimskih tumora bubrega promera 3–4 cm u bolesnika kod kojih se ne može izvršiti hirurški zahvat.
- Od radioloških metoda ultrasonografija sa doplerom daje najbolje rezultate za pregled skrotuma i testisa, a potrebno ga je obaviti u akutnim i subakutnim stanjima kod sumnji na torziju testisa, kao i kod sumnje na tumor.
- Nakon epididimoorhitisa ultrazvukom je moguće uočiti i formiranje apscesa.

Mane
Jedina mana ultrasonografije je što mnogo zavisi od iskustvu lekara, kvaliteta ultrazvučnog uređaja i ograničenu valjanosti rezultata kod meteorizma i povećane debljine bolesnika.

### Kompjutorizirana tomografija
Kompjuterizovana tomografija (skraćeno CT — engl. comput[eriz]ed tomography), radiološki je metod snimanja koji pored rendgen zračenja primenjuje i tomografiju, metod koji se zasniva na matematičkoj proceduri obrade snimaka ili tomografskoj rekonstrukciji snimaka uz primenu savremenih računara i programskih paketa u njima.
U urologiji ova metod digitalne geometrijske obrade se koristi za generisanje trodimenzionalnih slika unutrašnjosti snimljenog urogenitalnog sistema koje čini velika serija dvodimenzionalnih rendgenskih snimaka snimljenih u toku jedne rotacije uređaja oko svoje ose. Savremenim multidetektorskim CT uređajima uz primenu intravenskog kontrastnog sredstva moguće je prikazati kanalni sistem bubrega, mokraćovode i mokraćne bešike (CT urografija – CTU),  kao i bubrežne arterije i vene (CT angiografija – CTA).

### Magnetna rezonanca
Magnetna rezonanca (skraćeno MR) komplementarna metoda kompjutoriziranoj tomografiji, koja za razliku od nje ne koristi jonizirajuće zračenje. Magnetna rezonanca je uporediva sa CT-om u prikazu patologije nadbubrežnih žlijezda i bubrega, u otkrivanju i razlikovanju solidnih od cističnih promena, u proceni opstrukcije kanalnih sistema ili proširenosti patoloških procesa urinarnog sistema. Upotreba paramagnetskih kontrastnih sredstava unaprijedila je dijagnostiku bubrežnih bolesti MR-om, omogućujući bolju procenu bubrežnih neoplazmi, kanalnog sistema i uretera. MR omogućuje korisnu, a katkad i jedinstvenu procenu proširenosti tumora bubrega i perirenalnih neoplazmi. Osjetljiva je u razlikovanju cističnih od solidnih promena u slučajevima nejasnog nalaza ultrasonografijom ili kompjutorizovanom tomografijom. MR jasno prikazuje širenje bubrežnih tumorskih tromba u krvne sudove, kao i procenu stanja nakon nefrektomije.
Zbog jako dobre mekotkivne kontrastne rezolucije magnetna rezonantna tomografija je bolja od kompjuterizovane tomografije u analizi anatomije i patologije organa male karlice, uključujući matericu sa adneksima u žena i prostatu kod muškaraca. Najefikasniji je modalitet za detekciju primarnog tumora i lokalne proširenosti karcinoma vrata maternice i za procenu recidiva bolesti ili praćenje toka lečenja.
Indikacije za primenu magnetnm rezonantne tomografije
Primena magnetna rezonantna tomografija indikovana je kod:
- bolesnika kojima se ne može dati jodno kontrastno sredstvo zbog oštećenja bubrežnih funkcija
- dece zbog izostanka jonizujućeg zračenja, posebno kod dece koja zahtevaju i česte kontrolne preglede u cilju procene rezultata terapije.
- kao metoda izbora u proceni neoplazmi bubrega i nadbubrežnih žlezda
- anomalije urotrakta ili mozga fetusa.[8]

Kontraindikacije za primenu magnetne rezonantne tomografije
Magnetna rezonantna tomografija je kontraindikovana kod:
- bolesnika sa ugrađenim elektrostimulatorima (najčešće srčanim),
- bolesnici sa metalnim implantatima, endoprotezama, hirurškim kopčama i drugim medicinskim materijalom (osim onog sastavljenog od titana)
- bolesnika se metalnim stranim telima nakon ranjavanja (kada se sme koristiti samo otvoreni uređa sa slabim magnetskim poljem.
- trudnica u prvom trimestru trudnoće (kako u kasnijoj trudnoći nisu poznate kontraindikacije za pregled u nuždi majke ili fetusa).[8]

Nedostaci
Nedostatak magnetne rezonantne tomografije u odnosu na kompjuterizovanu tomografiju, još uvek su:
- Dugotrajnost pregleda (i do jednog sata po pregledanom organu).
- Dugotrajno zadržavanje disanja bolesnika tokom snimanje pojedinih sekvenci abdominalnih organa.
- Pojave artefakata uzrokovanih peristaltikom creva, arterijskim pulsacijama i disanjem.
- Otežan ili nemoguć pregled klaustrofobičnog bolesnika,
- Otežan pregled prevelikog volumena bolesnikova tela.
- Brojni artefakti (greške) zbog nesaradnje bolesnika.[8]
- Neprikazivanje kalcifikacija i urolita koji su u mokraćnom sistemu čest i važan dijagnostički podatak.

## Konvencionalna radiološka obrada

### Nativna radiografija trbuha (urotrakta)
Nativna grafija urotrakta je standardna, bezkontrastna metoda pregleda abdomena rendgenskim zracima,  na kojoj mora biti prikazano celo bolesnikovo područje od prečage pa do ispod pubične simfize. Sprovodi se na digitalnim ili klasičnim RTG aparatima. Ona je inicijalna metoda pregleda urotrakta koja prethodi drugim radiološkim metodama. Ima visoku dijagnostičku vrednost, brza je i lako dostupna. Izvodi se tako što pacijent stoji uspravno, leđima prislonjen na stativ ili u ležećem položaju (teško opšte stanje) na leđima, u određenim slučajevima, po nalogu lekara, uz privremeno zaustavljanje disanje kako bi se obavilo snimanje. Kod pacijenata u teškom opštem stanju se može obaviti i u ležećem položaju. Ova metoda name kontraindikacija 
Zbog brzine izvođenja, niže doze zračenja u poređenju sa CT-om, jednostavnosti i dostupnosti, nativna grafija urotrakta i danas je prva metoda sa kojom počinje dijagnostika anorganskih i organsko-anorganskih (mešanih) konkremenata mokraćnog sistema. Analizu nativne grafije urotrakta često otežava superpozicija crevnog sadržaja. Ovom metodom kod većine bolesnika može se odrediti oblik, položaj i veličina bubrega i konture m. psoasa. 
Nativna grafija urotrakta mora biti učinjena pre svakog kontrastnog snimanja urotrakta, Može se kombinovati sa ultrasonografskim pregledom i tada omogućava:
- merenje veličine bubrega,
- debljine bubrežnog parenhima
- procenu širine bubrežnih kanala,
- detekciju anorganskih i organskih urolita.

Kako se ultrasonografijom ne mogu utvrditi patološke promene uretera kao ni postojanje ureterolita i lokalizovati mesto uzroka opstrukcijske uropatije, nativna grafija urotrakta najčešće se primjenjuju u dijagnostici i kontroli urolitijaze.

### Ekskrecijska (intravenska) urografija
Ekskrecijska (intravenska) urografija jedna je od kontrastnih metoda u radiologiji kojom se snima kanalni sistem urotrakta. Kao kontrastno sredstvo koriste se u vodi rastvorljivi urotropni jodni kontrasti u količini od 20 do 60 ml. Danas se pored jonskih koriste i nejonska kontrastna sredstva koja manje izazivaju nuspojava. U toku pregleda kontrastno sredstvo izlučuje se glomerularnom filtracijom i koncentruje u proksimalnim tubulima. 
Pre primene kontrastnog sredstva potrebno je imati podatke o renalnoj funkciji (kreatinin, urea)  i o eventualnim alergijskim reakcijama, bolestima štitnjače, hroničnim bolestima pluća i bolestima srca. 
Snimanja se izvode 10, 25 i 45 minuta nakon intravenske injekcije kontrastnoga sredstva. 
Procenom vremena izlučivanja i koncentracije kontrasta u kanalnom sistemu bubrega ova metoda omogućava samo približnu procenu bubrežne funkcije, a prikazuje morfologiju kanalnog sistema, dok tumori i drugi patološki procesi u parenhima bubrega ne moraju biti uočeni ako su manji od 3 do 4 cm. Tačnija procena funkcije bubrega obavlja metodama nuklearne medicine. 
Ovim ispitivanjem  osim kanalnog sistema bubrega i uretera prikazuje se i analizira i mokraćna bešika i njeno pražnjenje. Iako kod ekskrecijske urografije postoje standardna vremena snimanja, često metodu treba individualizirati - prilagoditi bolesnikovom patološkom stanju. Snimanje ovom metodom ne daje očekivane rezultate ako se radi o stanju akutne urokolike. 
Izvođenje i rezultat ispitivanja uslovljeni su bubrežnom funkcijom, morfologijom i patologijom kanalnih sistema. Ako snimanje traje duž od 2 časa, govori se o prolongiranoj ekskrecijskoj urografiji, koju je moguće prolongirati do 5 časova. 
Najčešće indikacije za ekskrecijsku urografiju su anomalije urinarnog sistema, iako se one danas sve češće dijagnostikuju MR ili CT pregledom. Nekad se ekskrecijska urografija redovito koristila u dijagnostici urolitijaze, posebno za planiranje ekstrakorporalne litotripsije (ESWL), ali se u današnje vreme češće koristi nativni multidetekciona kompjuterizovana tomografija (skraćeno MDCT)  koja je izrazito senzitivna metoda za detekciju vrlo sitnih konkremenata i mesta opstrukcije.

### Antegradna i retrogradna urografija
Antegradna i retrogradna urografija morfološke su kontrastne metode za pregled bubrežnog kanalnog sistema i uretera koje se izvode kod teške hipofunkcije ili afunkcije bubrega pod kontrolom dijaskopije.
Ova metoda se primenjuje kod bolesnika: 
- kod kojih se drugim metodama pregleda nije mogla postaviti dijagnoza bolesti kanalnog sistema,
- kada je potreban bolji prikaz protoka kroz kanalne mokraćnog sistema ili sadržaj lumena.

Antegradna urografija
Antegradna urografija izvodi se ubrizganjem kontrastnog sredstva perkutanom punkcijom pijelona ili kroz kateter postavljen u pijelon – preko privremene ili trajne nefrostome. U toku ovog pregleda potrebno je pod niskim pritiskom davati u vodi rastvorljivo kontrastno sredstvo razređeno fiziološkim rastvorom. Isti je pregled moguće ja obaviti i CT uređajem ako je potreban prikaz periureteralnih promena.
Retrogradna urografija
Kod retrogradne urografije ureteralni kateter se cistoskopski uvodi u ureter kroz vezikoureteralno ušće, da bi se kroz njega ubrizgalo kontrastno sredstvo. Umesto ove metode ili zajedno sa njom može se raditi ureteroskopija.

### Cistografija, mikcijska cistouretrografija i uretrocistografija
Cistografija je kontrastni prikaz mokraćne bešike nakon ubrizgavanja kontrastnog sredstva kroz kateter uveden u mokraćnu bešiku, a može biti zamenjena CT cistografijom nativno ili kod sumnje na rupturu primenom kontrasta. Bešika se može prikazati UZ, CT ili MR pregledom ilu u toku ekskrecijske urografije. Kod cistografije se koriste u vodi rastvorljiva jodna kontrastna sredstva razređena fiziološkim rastvorom. Snimanja se mogu izvoditi u anteroposteriornoj i u kosim projekcijama, kao i u toku i nakon pražnjenja mokraćne bešike. 
Mikcijska cistouretrografija kontrastni je prikaz mokraćne bešike i uretre.  Kod cistografije uretra sa na snimcima prikazuje za vreme mikcije. Danas se ne izvodi pod kontrolom dijaskopije zbog većeg ozračivanja bolesnika. Ova metoda primenjuje se kod dokazivanja vezikoureteralnog refluksa, analize otvaranja unutrašnjeg ušća uretre i morfologije uretre. 
Uretrocistografija je metoda kojom se kroz kateter uveden u spoljašnje ušće uretre retrogradno ubrizgava kontrastno sredstvo u uretru i u mokraćnu bešiku kod traume, strikture, divertikula ili tumora uretre.

## Digitalna suptrakcijska angiografija
Digitalna subtrakcijska angiografija (skraćeno DSA) je radiološka tehnika kod koje se uz pomoć kontrastnog sredstva vrši prikaz krvnih sudova.
Pregledna aortografija i selektivna angiografija bubrežnih arterija, je metoda u kojoj se koriste kontrastni prikazi trbušne (abdominalne) aorte i bubrežnih arterija. 
Izvodi se tako što se kontrastno sredstvo ubrizgava kroz kateter uveden u arterijski sistem, najčešće transfemoralnim, ređe transbrahijalnim putem. Potom se kod bolesnika sa sumnjom na renovaskularnu hipertenziju radi ultrazvučni pregled bubrežnih arterija obojenim doplerom i neinvazivna CTA ili MRA bubrežnih arterija.
Ako se tokom ovog pregleda pronađe hemodinamski značajna stenoza bubrežne arterije, treba planirati digitalnu suptrakcijsku angiografiju sa intervencijsko-terapijskim lečenjem stentiranjem i/ili balonskom dilatacijom stenoziranog segmenta bubrežne arterije. Intervencijsko lečenje embolizacijom moguće je kod dobro vaskulariziranih tumora bubrega i mioma uterusa.
Dijagnostička invazivna angiografija više se uobičajeno ne izvodi kod tumora bubrega, već samo izuzetno kao i kavografija jer su ih uspešno zamenile neinvazivne MRA i CTA.

## Literatura
- Ranka Štern-Padovan, „Radiološka dijagnostika urogenitalnog sustava”. MEDICUS. 15 (2): 227. 2006.—235

## Spoljašnje veze
- „Radiološka dijagnostika urinarnog trakta” (PDF). Архивирано из оригинала (PDF) 25. 12. 2017. г.
- Radiological diagnostics of Urinary System — slajdovi (језик: енглески)

|  | Molimo Vas, obratite pažnju na važno upozorenje u vezi sa temama iz oblasti medicine (zdravlja). |